# Zmarzła Kotlina

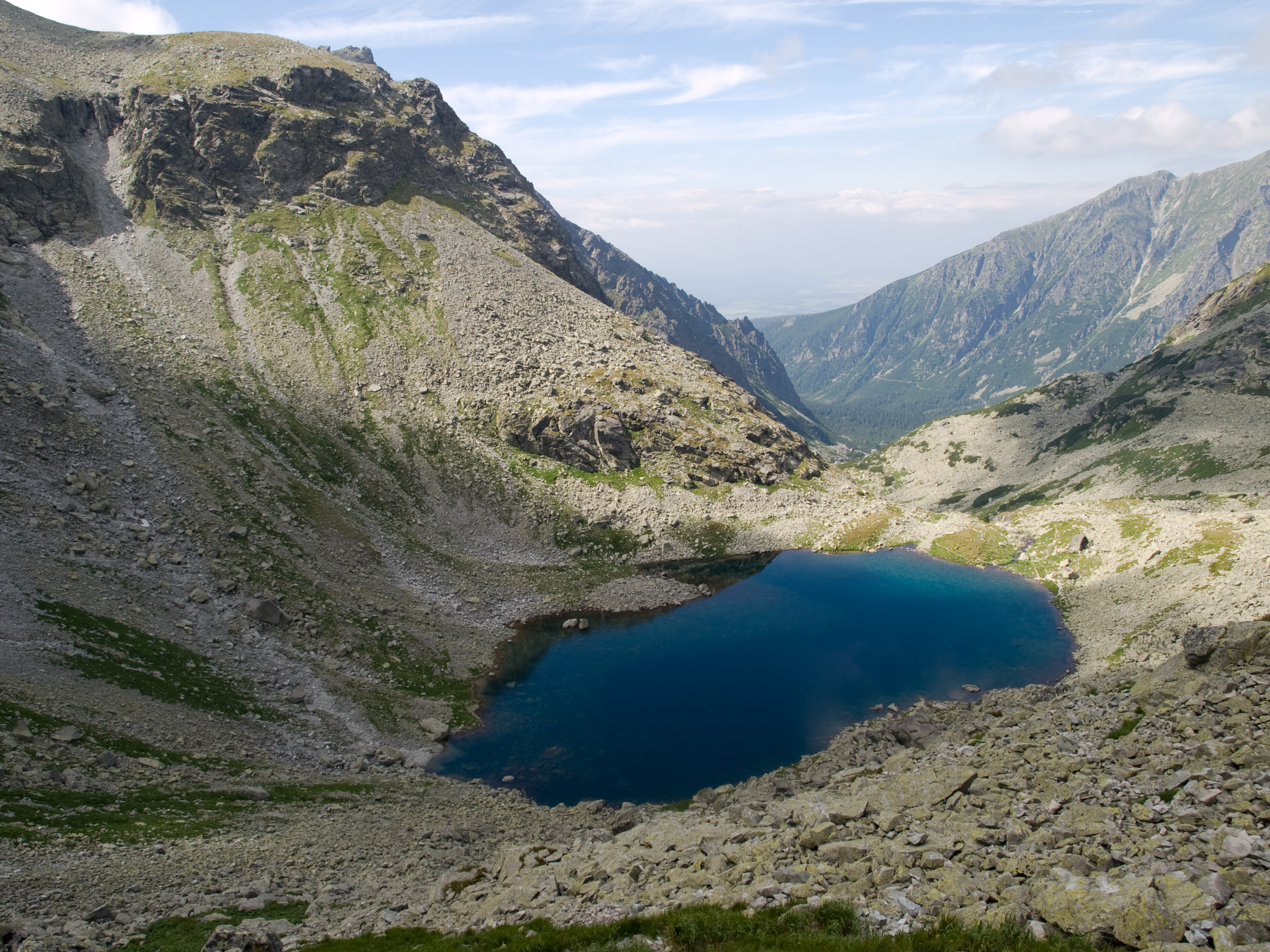
Zmarzła Kotlina i Zmarzły Staw Mięguszowiecki

Zmarzła Kotlina (słow. Ľadová kotlina, kotlina Ľadového plesa) – kotlina znajdująca się w Dolinie Złomisk w słowackiej części Tatr Wysokich. Zmarzła Kotlina leży u podnóża południowej ściany Koziej Strażnicy, na jej dnie znajduje się duży Zmarzły Staw Mięguszowiecki. Powyżej Zmarzłej Kotliny, na północny wschód od niej, leży Żelazna Kotlina podchodząca pod przełęcze Żelazne Wrota. Przez Zmarzłą Kotlinę nie przebiega żaden znakowany szlak turystyczny, niegdyś prowadziła do niej żółto znakowana ścieżka.
Zmarzła Kotlina sąsiaduje:
- od północy z Dolinką Rumanową,
- od zachodu ze Złomiską Zatoką,
- od południowego zachodu ze Złomiską Równią,
- od północnego wschodu z Żelazną Kotliną[2].